# 産業編集センター
株式会社 産業編集センター（さんぎょうへんしゅうせんたー）は、東京都文京区にある日本の大手編集プロダクション・出版社。
主に企業の社内報を手掛けるほか、1998年より出版社（出版部）として、主に翻訳書や小説、旅行書、広報関係書籍などの書籍の刊行も行っている（2012年時点まで170点刊行）。ISBNは86311。
「ボイルドエッグズ新人賞」を後援し、『鴨川ホルモー』（万城目学著）『サザエ計画』（園山創介著）などの受賞作を刊行している。

## 主な刊行物
- 『ほいほい旅団』シリーズ
- 『企業広報ブック』シリーズ

### ボイルドエッグズ新人賞受賞作
- 第1回：『本格推理委員会』（日向まさみち著、2004年）
- 第3回：『コスチューム！』（将吉著、2005年）
- 第4回：『鴨川ホルモー』（万城目学著、2006年）
- 第9回：『お稲荷さんが通る』（叶泉著、2009年）
- 第12回：『白馬に乗られた王子様』（石岡琉衣著、2011年）
- 第12回：『をとめ模様、スパイ日和』（徳永圭著、2011年）
- 第13回：『サザエ計画』（園山創介著、2012年）

## 沿革
- 1980年、設立
- 1998年、出版部として書籍の刊行を開始

## 所在地
東京都文京区千石4-17-10